# Lepisiota somalica
Lepisiota somalica är en myrart som först beskrevs av Menozzi 1927.  Lepisiota somalica ingår i släktet Lepisiota och familjen myror. Inga underarter finns listade i Catalogue of Life.